# Madhuca fulva
Madhuca fulva là một loài thực vật có hoa trong họ Hồng xiêm. Loài này được (Thwaites) J.F.Macbr. mô tả khoa học đầu tiên năm 1918.